# Maurice Piat
Maurice Piat CSSp (Moka, 19 juli 1941) is een Mauritiaans geestelijke en een kardinaal van de Rooms-Katholieke Kerk.
Na zijn schooltijd trad Piat toe tot de congregatie van de Paters van de Heilige Geest. Hij ontving op 2 augustus 1970 de priesterwijding.
Op 21 januari 1991 benoemde paus Johannes Paulus II Piat tot coadjutor-bisschop van Port-Louis. Jean Margéot wijdde hem op 19 mei 1991 tot bisschop. Medeconsecratoren waren de bisschop van Saint-Denis-de-La Réunion: Gilbert Aubry en de aartsbisschop van Bangalore: Alphonsus Mathias. Toen Jean Margéot op 15 februari 1993 met emeritaat ging, volgde Piat hem op als bisschop van Port Louis. Op 23 september 2009 werd Maurice Piat door paus Benedictus XVI benoemd tot lid van de tweede bisschoppensynode voor Afrika die van 4 tot 25 oktober werd gehouden.
Tijdens het consistorie van 19 november 2016 creëerde paus Franciscus Piat kardinaal; hij kreeg de rang van kardinaal-priester.. De Santa Teresa al Corso d’Italia werd zijn titelkerk.
Op 19 juli 2021 verloor Piat - in verband met het bereiken van de 80-jarige leeftijd - het recht om deel te nemen aan een toekomstig conclaaf.
Piat ging op 19 mei 2023 met emeritaat.
- Bibliothèque nationale de France: cb12472924j (data)
- Gemeinsame Normdatei: 1074831624
- International Standard Name Identifier: 0000 0000 0059 0507
- Library of Congress Control Number: no2019119069
- Système universitaire de documentation: 261626728
- Virtual International Authority File: 71491589
- WorldCat: E39PBJxd33w8VT7VxXr8bM3PcP